# 溫尼基 (新沃多拉加區)
49°38′10″N 35°37′27″E / 49.63611°N 35.62417°E
文尼基（烏克蘭語：Винники）是位於烏克蘭東部的村莊，由哈爾科夫州别列斯京区的舊維里夫卡市鎮負責管轄。該村面積0.42平方公里，海拔高度176米，2001年人口80，人口密度每平方公里190.5人。